# Dordrechtse Metaalwarenfabriek voorheen Wed. J. Bekkers & Zoon

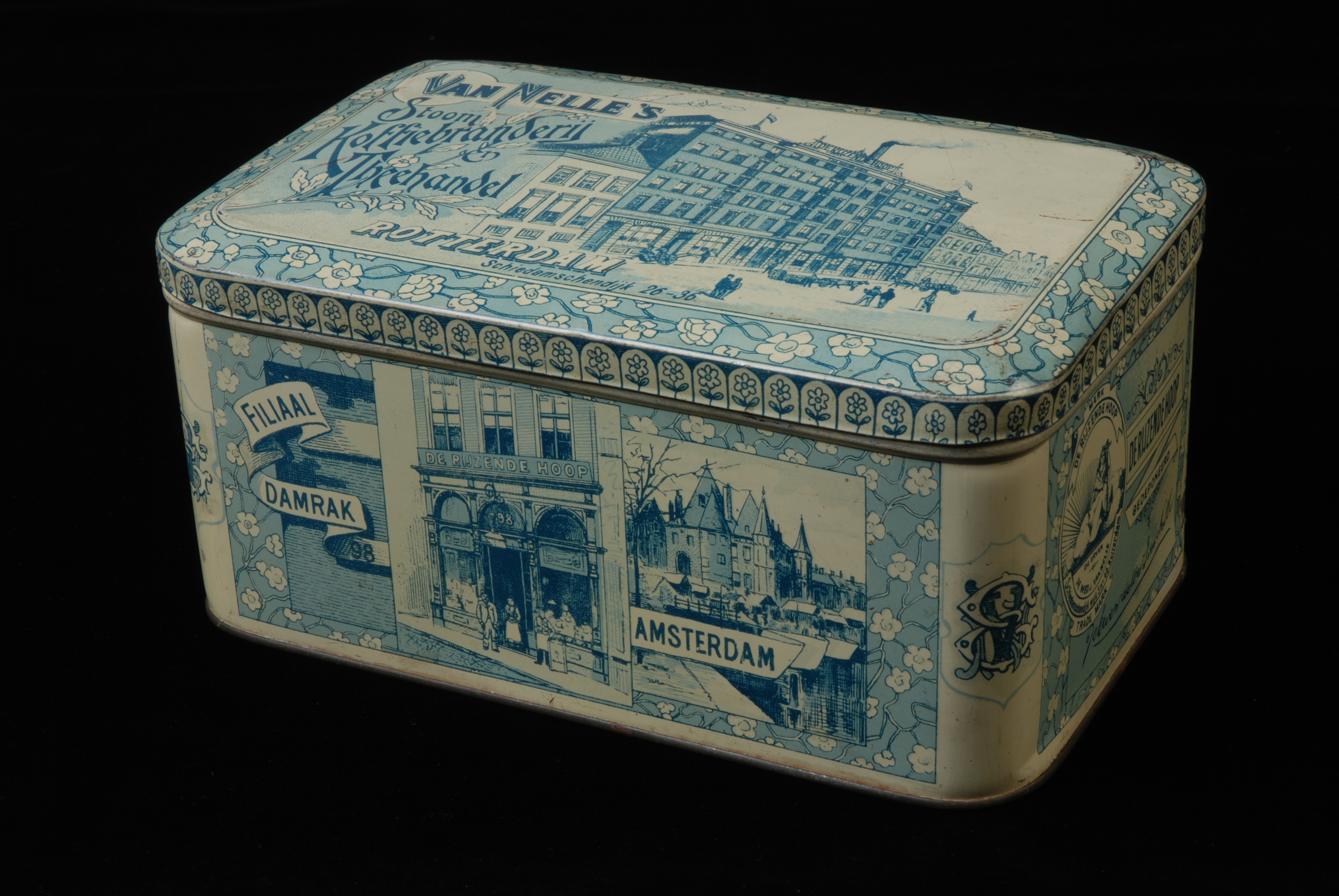
Blikken trommel vervaardigd door de Wed. Bekkers in opdracht van Van Nelle.

De Dordrechtse Metaalwarenfabriek voorheen Wed. J. Bekkers & Zoon is een voormalig bedrijf in Dordrecht. 
Het bedrijf werd in 1824 opgericht als kleine blikslagerij met winkel. In het begin richtte het bedrijf zich op artikelen voor huishoudelijk gebruik, vervaardigd uit blik, zoals: emmers, teilen, trommels, gieters, lantaarns enz., maar snel ging het bedrijf zich ook toeleggen op de vervaardiging van lakwerk. In 1870 komen de eerste zware machines in de fabriek. De reden hier voor was volgens de directie een tekort aan goede vaklieden. Tot die tijd werd alles nog met de hand door blikslagers gemaakt. Het bedrijf groeide voorspoedig en werd in 1900 in een NV omgezet. In 1907 telde het bedrijf 300 werknemers. Na eerst  in 1930 de firma Woud in Wormerveer overgenomen te hebben zijn de aandelen in handen gekomen van Verblifa. Door een fusie tussen Thomassen en Drijver en de Verblifa in 1964 verdwijnt de naam Wed. J Bekkers en Zn.